# Гамбит Шара — Геннига
Гамбит Шара — Геннига — шахматный дебют, разновидность отказанного ферзевого гамбита. Начинается ходами: 
 1. d2-d4 d7-d5 
 2. c2-c4 e7-e6 
 3. Кb1-c3 c7-c5 
 4. c4:d5 c5:d4!?
В различных источниках также встречаются следующие варианты написания: «Гамбит Шара — Геннинга», «Гамбит Шара — Генига».

## История
Дебют разработан венским шахматистом Антоном Шара и введён в практику немецким мастером Генрихом Геннигом в 1920-х гг., в то же время указанное продолжение защиты Тарраша встречалось и ранее (первая известная партия Маршалл — Говард, Сильван-Бич, 1904). Популяризации гамбита способствовал А. А. Алехин, успешно применивший данное начало против В. Пирца в ходе международного турнира в Бледе (1931). В дальнейшем, однако, дебют широкого распространения не получил, так как за белых были найдены возможности для уравнения игры.

## Идеи дебюта
Жертвуя пешку, чёрные стремятся получить перевес в развитии и завладеть инициативой, после чего, наращивая давление, рассчитывают развить опасную атаку. А. А. Алехин дал дебюту следующую характеристику: «Интересная жертва пешки. Всё же аналитическая проверка гамбита показала, что белые при правильной защите, несмотря на перевес противника в развитии, должны выйти из дебюта с лишней пешкой и безопасной позицией».
Как правило, Гамбит Шара — Геннига ведёт к сложной борьбе, требующей от белых точной игры, что, согласно теории, позволяет им в итоге добиться преимущества.

## Варианты
Наиболее распространенными продолжениями гамбита являются 5. Фd1:d4 и 5. Фd1-a4+, другие ходы (5. d5:e6, 5. Кc3-e4) встречаются значительно реже.

### Продолжение 5. Фd1:d4
Данный вариант, как правило, ведёт к размену ферзей.
- 5. …Кb8-c6 6. Фd4-d1 e6:d5 7. Фd1:d5
  - 7. …Сc8-e6 8. Фd5:d8+ Лa8:d8 9. e2-e3! Кc6-b4 10. Сf1-b5+ Крe8-e7
    - 11. Крe1-f1! Кg8-f6 12. Кg1-f3 Кb4-c2 13. Лa1-b1 Сe6-f5 14. Сc1-d2 — белые отражают угрозы неприятеля, имея лишнюю пешку при хорошем положении[4].
    - 11. Cb5-a4 Сe6-c4! 12. Кg1-e2 b7-b5! 13. Сa4-d1 Кb4-d3+ 14. Крe1-f1 b5-b4 — у чёрных опасная инициатива[5].

  - 7. …Сc8-d7 — с перестановкой ходов ведёт к варианту с ходом 5. Фd1-a4+ (см. следующий подраздел).

### Продолжение 5. Фd1-a4+
Выбирая данное продолжение, белые в большинстве случаев избегают размена ферзей.
- 5. …Сc8-d7 6. Фa5:d4 e6:d5 7. Фd4:d5 Кb8-c6 8. Кg1-f3 Кg8-f6 9. Фd5-d1 Сf8-c5 10. e2-e3 Фd8-e7 11. Сf1-e2 0—0—0 12. 0—0 g7-g5 13. b2-b4! Сc5:b4 14. Сc1-b2 — белые восстанавливают материальное равновесие и получают удобную позицию для развития атаки на чёрного короля.
- 5. …Фd8-d7? — считается слабым ходом. Далее возможно:
  - 6. Кc3-b5! (создавая угрозу 7. Кb5-c7+) 6. …Кb8-a6 7. d5-d6! Фd7-c6 8. Кg1-f3 — с возможностями атаки у белых.
  - 6. Фa4:d4 Кb8-c6 7. Фd4-d1 e6:d5 8. Фd1:d5.
- 5. …b7-b5? — попытка завлечь белых в ловушку, которой легко избежать.
  - 6. Фa4:b5+? Сc8-d7 7. Фb5-b7 d4:c3 8. Фb7:a8 c3:b2 9. Сc1:b2 Фd8-a5+ 10. Крe1-d1 Сd7-a4+ 11. Крd1-c1 Фa5-e1x
  - 6. Лc3:b5? Сc8-d7 7. d5:e6 f7:e6 — белые несут материальные потери ввиду угроз 8. …a7-a6 или Фd8-b6.
  - 6. Фa4:d4 b5-b4 7. Кc3-b5! — с преимуществом у белых.

## Примерные партии
- Корн — Брандлер, Оберварт, 1997[6]

1. d2-d4 d7-d5 2. c2-c4 e7-e6 3. Кb1-c3 c7-c5 4. c4:d5 c5:d4!? 5. Фd1:a4+ Сc8-d7 6. Фa4:d4 e6:d5 7. Кc3:d5?! (правильно Фd4:d5) 7. …Кb8-c6 8. Фd4-d3 Кg8-f6 9. Кg1-f3 Кf6:d5 10. Фd3:d5 Кc6-b4 11. Фd5-e4+ Сf8-e7 12. a2-a3? Сd7-a4! 13. Кf3-d4 Фd8:d4! 0-1 После 14. Фe4:d4 последует 14. …Кb4-c2+.
- Дэниел Фидлов — Альберт Майер, Нью-Йорк, 1959[7]

1. d2-d4 d7-d5 2. c2-c4 e7-e6 3. Кb1-c3 c7-c5 4. c4:d5 c5:d4!? 5. d5:e6 d4:c3 6. e6:f7+ Крe8-e7 7. f7:g8К+ Лh8:g8 8. Сc1-g5+ 1-0. Чёрные теряют ферзя.